# Alice in the Jungle
Alice in the Jungle é um curta-metragem de animação estadunidense de 1925, lançado como parte da série Alice Comedies.